# Иоанн (Ястрембский)
Иоанн Ястрембский (ум. после 1752) — игумен Николо-Угрешского монастыря Русской православной церкви.

## Биография
Сначала был иеродиаконом при новгородском архиерейском доме и учителем в новгородской латинской школе. Как человек знакомый с иностранными языками и уже раньше бывавший за границей он был назначен Священным синодом для священнослужения в домовой церкви русского посланника в Лондоне и 27 мая 1739 года был рукоположён во иеромонаха. Однако находившийся в Лондоне с 1716 года священник-грек очень недружелюбно встретил русского иеромонаха, спорил с ним о первенстве в служении и постоянно жаловался на отца Иоанна Священному синоду.

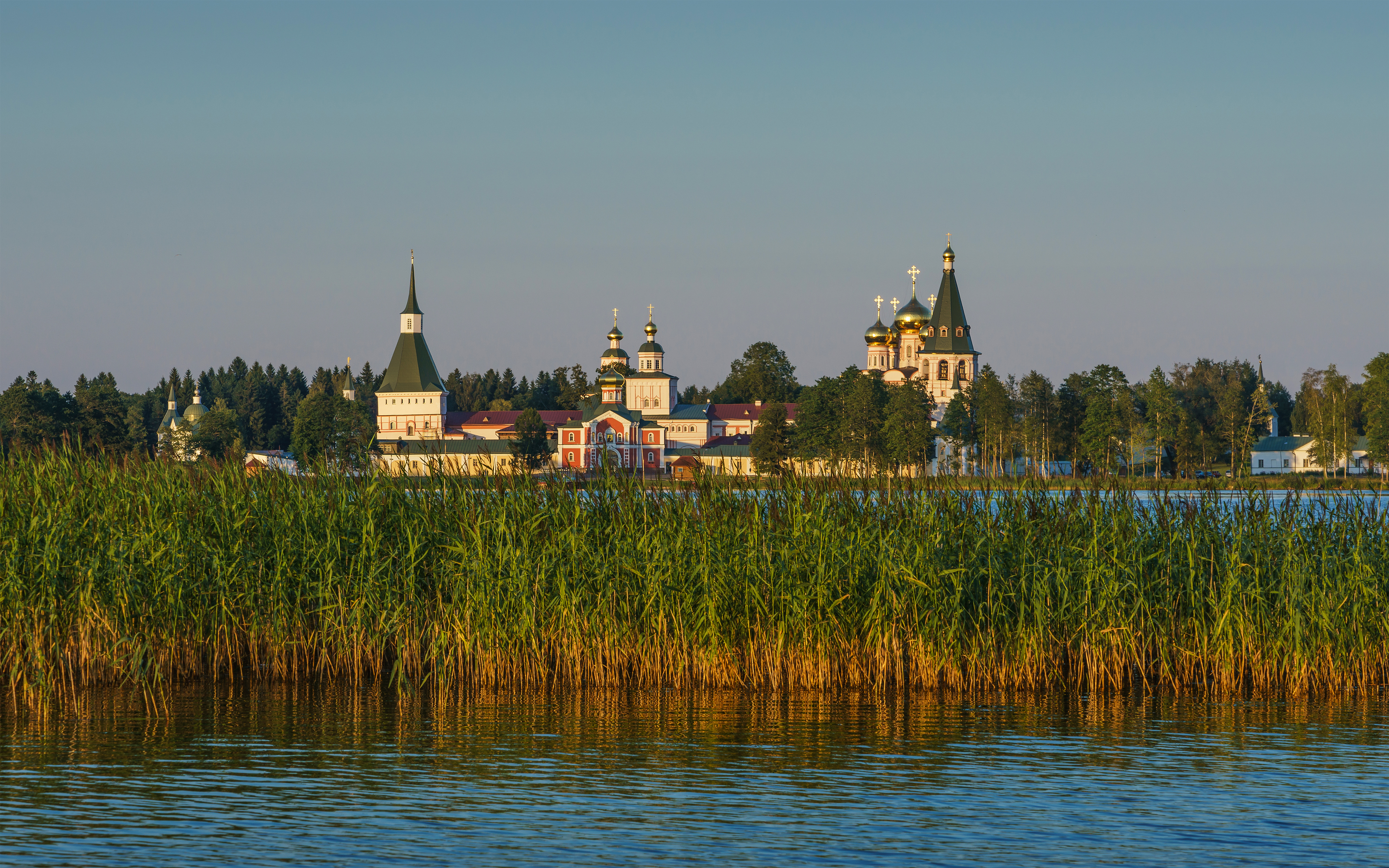
Иверский новгородский мужской монастырь

В 1740 году Иоанна перевели в Голландию, но российский посол граф Александр Головкин в августе 1741 года отправил его в Санкт-Петербург за неимением будто бы для него помещения, причём дал о нём отзыв, что отец Иоанн «многие науки знает, во многих чужеземных странах бывал и достоин высшего места».
Иоанн был после этого игуменом в Иверском новгородском монастыре, а затем в Рождественском монастыре в Путивле. В 1749 году он был перемещён в Николо-Угрешский монастырь и с 1750 года был членом Московской духовной консистории.
В 1751 году по некоторым делам Иоанн был доставлен на суд в Москву и 29 июня бежал из Москвы, однако 14 июля 1751 года найден в Санкт-Петербурге.
В Делах архива Священного Синода за 1751 год, № 255/101 содержится упоминание Иоанна с датой 5 октября 1752 года. Дальнейших сведений о нём не имеется.